# Schlacht um Changsha (1941)
1937–1939

Marco-Polo-Brücke – Peking-Tianjin – Chahar – Shanghai (Sihang-Lagerhaus) – Peking-Hankou-Eisenbahn – Tianjin-Pukou-Eisenbahn – Taiyuan (Pingxingguan, Xinkou) – Nanking – Xuzhou (Tai’erzhuang) – Henan – Lanfeng – Amoy – Überflutung des Gelben Flusses – Wuhan (Wanjialing) – Canton – Hainan – Nanchang – (Xiushui) – Chongqing – Suixian-Zaoyang – (Shantou) – Changsha (1939) – Süd-Guangxi – Winteroffensive (Kunlun-Pass) – (Wuyuan)
1940–1942

Zaoyang-Yichang – Hundert Regimenter – Zentral-Hubei – Süd-Henan – West-Hebei – Shanggao – Shanxi – Changsha (1941) – Changsha (1942) – Yunnan-Burma-Straße – Zhejiang-Jiangxi – Sichuan
1943–1945

West-Hubei – Nord-Burma und West-Yunnan – Changde – Ichi-gō – Henan – Changsha (1944) – Guilin–Liuzhou – West-Henan und Nord-Hubei – West-Hunan – Guangxi (1945) – Mandschukuo (1945)
Die Schlacht um Changsha, die vom 6. September bis zum 8. Oktober 1941 andauerte, war der zweite erfolglose japanische Versuch, die Stadt Changsha in der zentralen südchinesischen Provinz Hunan im Verlauf des Zweiten Japanisch-Chinesischen Kriegs einzunehmen.

## Schlachtverlauf
Schon in der Ersten Schlacht von Changsha (17. September bis 6. Oktober 1939) waren die Japaner nicht erfolgreich. Ab Mitte August 1941 versammelte sich die japanische 11. Armee (Generalleutnant Anami Korechika) mit mehr als 120.000 Soldaten, darunter die Masse der 3., 4. und 6. Division im Raum Yueyang-Linxiang, um erneut gegen Changsha anzugreifen. Die Schlacht begann am 6. September mit einem Zusammenstoß einer kleinen chinesischen Guerillaeinheit mit der japanischen 6. Division in den Bergen südöstlich von Yueyang.
Am 17. September durchquerten die Japaner den Xinqiang-Fluss an vier Stellen und rückten schnell weiter vor. Der Miluo-Fluss konnte nur zwei Tage später durchquert werden. Die Haupteinheiten der Chinesen konnten zwar die Japaner nicht zum Kampf stellen, marschierten aber parallel zu ihnen und folgten südwärts. Auch die Japaner versuchten eine Einkesselung der Chinesen über ihre Flanke. Dies musste unweigerlich zum Zusammenstoß der Armeen am Laodao-Fluss führen.
Chinesische Truppen des 9. Militärbezirks unter dem Oberbefehl von General Xue Yue verteidigten die Stadt. Am Nachmittag des 27. September überquerten Einheiten der japanischen 4. Division den Liuyang-Fluss, einige hundert Japaner in Zivilkleidung erreichten das Nordtor von Changsha und sabotierten die dortige Stadtverteidigung. Am Abend dieses Tages konnten sie über den südöstlichen Abschnitt in die Stadt einsickern und Changsha am 28. September kurzfristig besetzen. Am 29. traf die japanische 3. Division als Verstärkung in der Nähe von Zhuzhou ein.
Da sich bereits starke chinesische Entsatztruppen um die Stadt versammelten, die Verteidiger in der Stadt noch nicht vollständig überwunden waren und der Nachschub bedroht war, erhielt die japanische Armee am 30. September den Befehl zum Rückzug nach Yueyang. Die Japaner zogen nach Norden und gingen etwa am 6. Oktober über den Fluss Xinhu zurück, sie beklagten mehr als 10.000 Tote. Chinesische Truppen zerstörten mit Hilfe der Bevölkerung der Provinz Hunan die wichtigsten Straßen im Operationsgebiet, alle Reisfelder wurden überflutet.